# Stockwellia
Stockwellia es un género monotípico de plantas perteneciente a la familia Myrtaceae. Su única especie: Stockwellia quadrifida D.J.Carr, S.G.M.Carr & B.Hyland; es originaria de  Queensland en Australia.